# 24794 Kurland
24794 Kurland (1993 UB7) là một tiểu hành tinh vành đai chính được phát hiện ngày 20 tháng 10 năm 1993 bởi E. W. Elst ở Đài thiên văn Nam Âu.